# Bosc del Duc (Riner)
Bosc del Duc és una masia situada al municipi de Riner, a la comarca catalana del Solsonès.